# Dragør
Pour les articles homonymes, voir Dragor (homonymie).
Dragør (API : [ˈdʀɑːwøːʔʀ] est une commune du Danemark située sur l'île d'Amager, et qui faisait partie du département de Copenhague. Depuis 2007, Dragør fait partie de la région Hovedstaden.
Dragør est aussi le nom de la ville principale de cette commune (qui comprend aussi le village de Store Magleby), et s'est développée à partir d'un village traditionnel de pêcheurs.

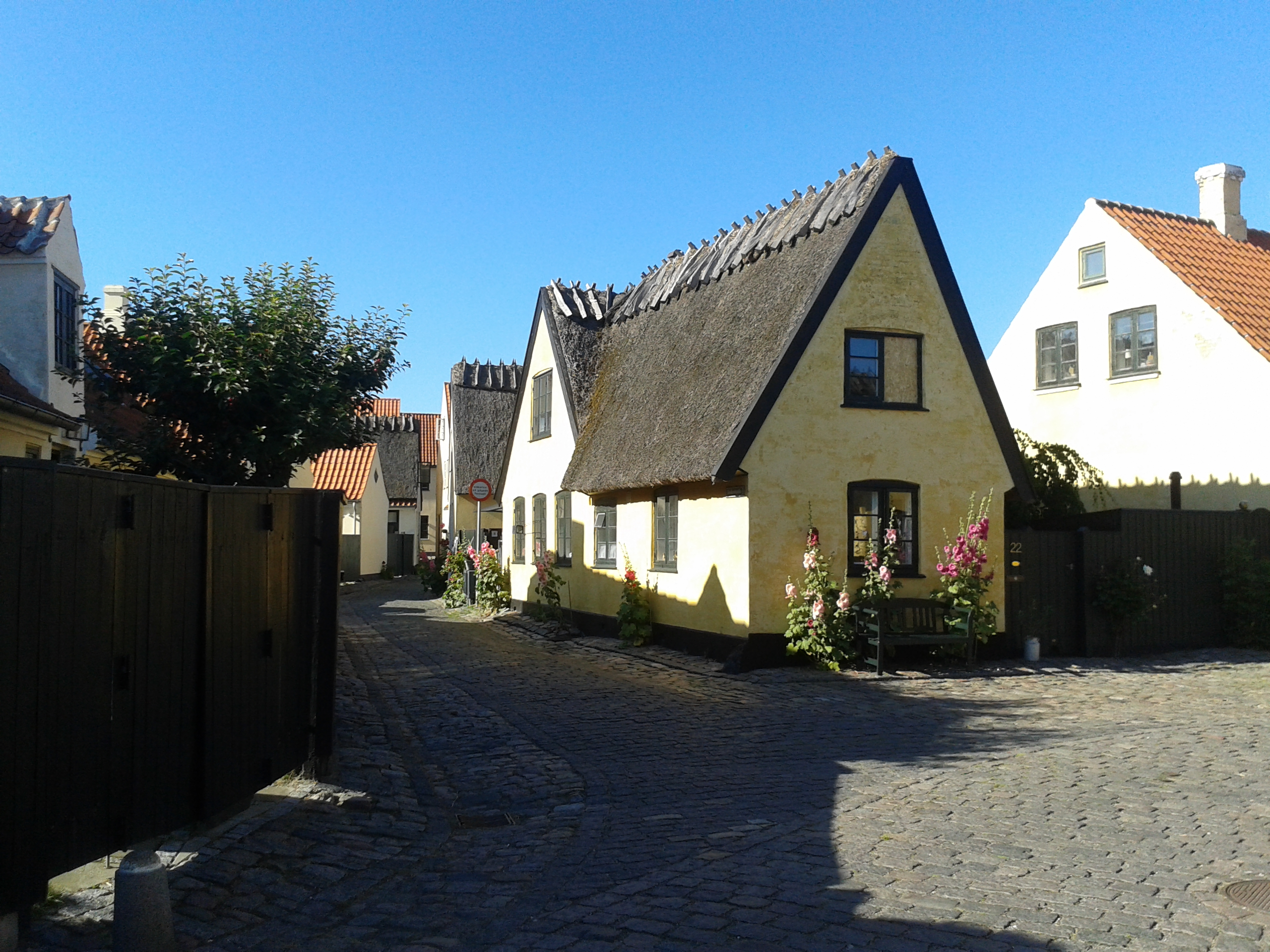
Maison ancienne de Dragør.

## Personnalités

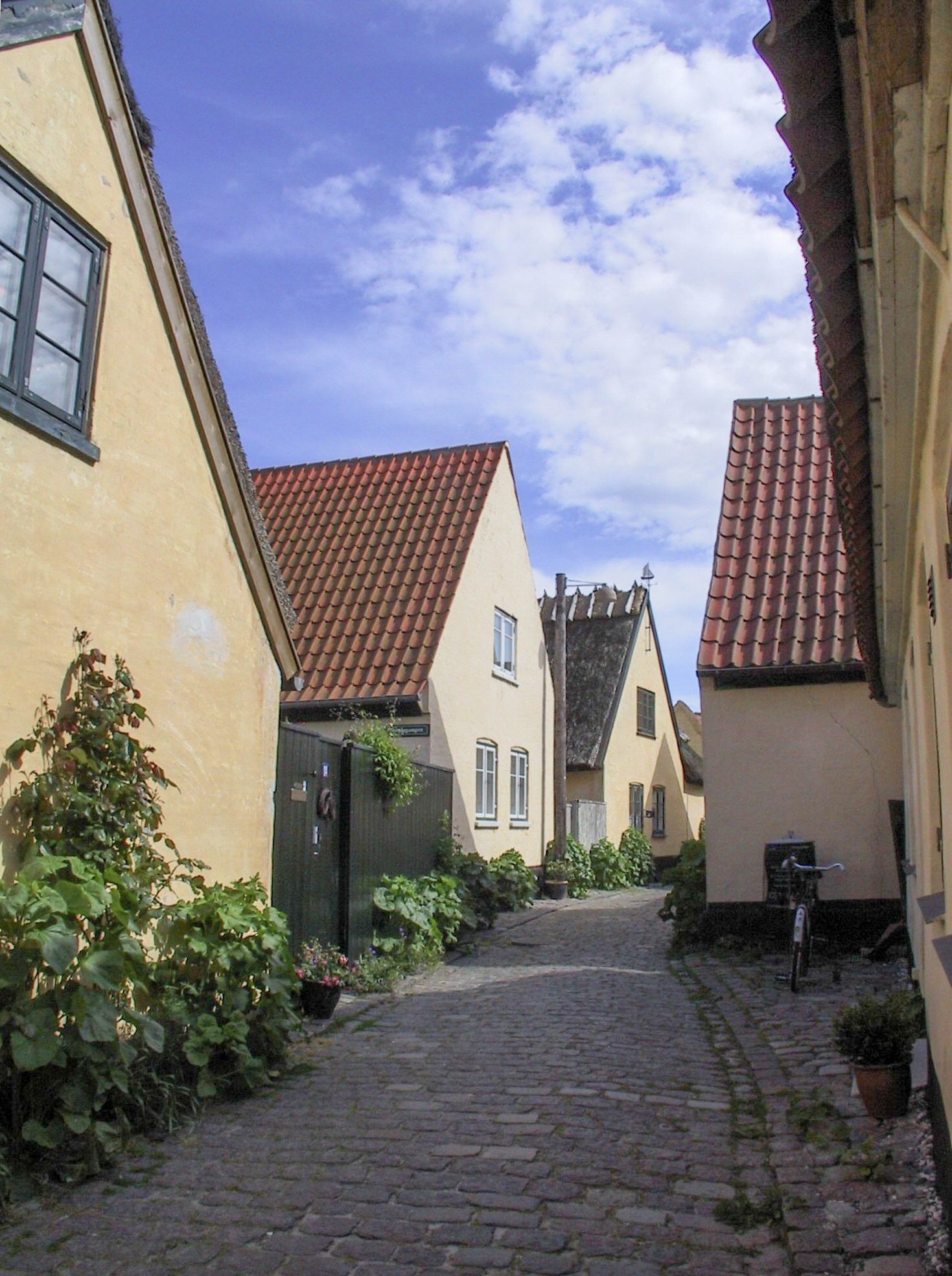
Une ruelle à Dragør.

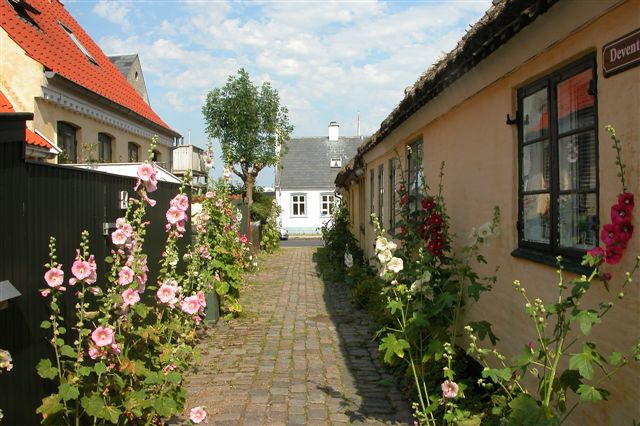
Une vieille ruelle à Dragør.